# Sylvain Calzati
Sylvain Calzati (født 1. juli 1979) i Lyon er en fransk tidligere landevejscykelrytter . 
Han blev professionel i 2003 med Team Barloworld. Hans største succes indtil videre er hans sejr på 8. etape af Tour de France 2006. Han har også vundet Tour de l'Avenir i 2004. 